# Polystachya holmesiana
Polystachya holmesiana är en orkidéart som beskrevs av Phillip James Cribb. Polystachya holmesiana ingår i släktet Polystachya och familjen orkidéer. Inga underarter finns listade i Catalogue of Life.